# Дьюар (лунный кратер)
Кратер Дьюар (лат. Dewar) — крупный древний ударный кратер в экваториальной области обратной стороны Луны. Название присвоено в честь шотландского физика и химика Джеймса Дьюара (1842—1923) и утверждено Международным астрономическим союзом в 1970 г. Образование кратера относится к нектарскому периоду.

## Описание кратера

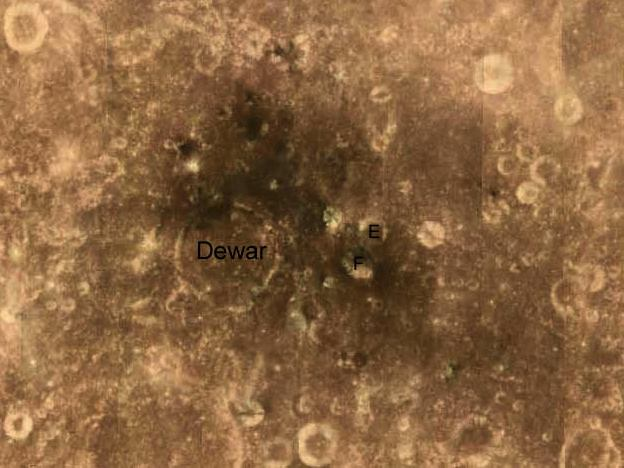
Снимок зонда Clementine в ультрафиолетовом диапазоне.

Ближайшими соседями кратера являются кратер Вентрис на западе; кратер Венинг-Мейнес на северо-западе; кратер Дюфе на севере-северо-востоке; кратер Кориолис на северо-востоке и кратер Страттон на юге. Селенографические координаты центра кратера 2°37′ ю. ш. 165°37′ в. д. / 2,61° ю. ш. 165,62° в. д., диаметр 46,3 км, глубина 2,3 км.
Кратер имеет близкую к циркулярной форму с небольшим выступом в южной части и значительно разрушен за время своего существования. Вал сглажен и перекрыт многочисленными мелкими кратерами. Высота вала над окружающей местностью достигает 1120 м , объем кратера составляет приблизительно 2 000 км³. Дно чаши кратера ровное, без приметных структур, отмечено мелкими кратерами. Местность вокруг кратера от северного до восточного направления покрыта темными породами выброшенными при образовании близлежащих кратеров (см. снимок слева). Данные полученные с автоматической межпланетной станции Lunar Prospector показывают что данные породы имеют высокое содержание тория, что нехарактерно для обратной стороны Луны, и близки к базальтам с высоким содержанием тория встречающимся на видимой стороне. Вероятно под материковыми породами окружающими кратер расположено базальтовое море. Тот факт что другие соседние кратеры не обнажили морские базальты говорит о небольших размерах данного моря, диаметр которого вероятно не превышает 100 км.

## Сателлитные кратеры

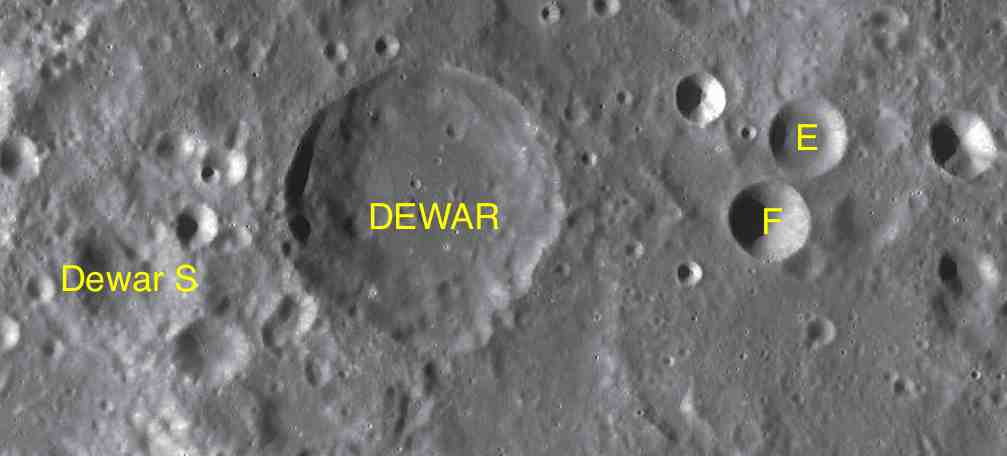
Фрагмент карты LAC-85.

| Дьюар | Координаты                                            | Диаметр, км |
| ----- | ----------------------------------------------------- | ----------- |
| E     | 2°16′ ю. ш. 167°50′ в. д. / 2,26° ю. ш. 167,83° в. д. | 13,7        |
| F     | 2°44′ ю. ш. 167°37′ в. д. / 2,73° ю. ш. 167,61° в. д. | 14          |
| S     | 3°04′ ю. ш. 164°01′ в. д. / 3,07° ю. ш. 164,02° в. д. | 22,1        |

## См.также
- Список кратеров на Луне
- Лунный кратер
- Морфологический каталог кратеров Луны
- Планетная номенклатура
- Селенография
- Минералогия Луны
- Геология Луны
- Поздняя тяжёлая бомбардировка